# Martin Kohler
Martin Kohler (Walenstadt, 17 luglio 1985) è un ex ciclista su strada svizzero. Professionista dal 2008 al 2016, ha vinto un titolo nazionale a cronometro e uno in linea.

## Carriera
Nel 2007 vince una tappa al Tour de l'Avenir, corsa a tappe riservata agli Under-23. Passa professionista nel 2008 con la BMC, formazione statunitense Professional Continental; due anni dopo prende per la prima volta il via al Giro d'Italia, ma è costretto al ritiro.
Nel 2011 partecipa nuovamente al Giro d'Italia: in quell'edizione della "Corsa Rosa" è protagonista con una lunga fuga solitaria nella tappa di Orvieto che gli permette di vestire per due giorni la maglia verde del Gran Premio della Montagna. Nella stessa stagione si laurea campione svizzero a cronometro, partecipando inoltre alla Vuelta a España e ai campionati del mondo di Copenaghen.

## Palmarès
- 2007

4ª tappa Tour de l'Avenir (Cholet > Contres)
- 2011

Campionati svizzeri, Prova a cronometro
- 2012

Campionati svizzeri, Prova in linea

### Altri successi
- 2007

Criterium di Wileroltigen
Criterium di Bern-West
- 2008

Grand Prix Kyburg

## Piazzamenti

### Grandi Giri
- Giro d'Italia

2010: ritirato (3ª tappa)
2011: ritirato (13ª tappa)
- Vuelta a España

2011: 111º
2013: 66º

### Classiche monumento
- Giro delle Fiandre

2010: ritirato
- Parigi-Roubaix

2009: ritirato
2010: ritirato
- Liegi-Bastogne-Liegi

2011: ritirato
2012: ritirato
- Giro di Lombardia

2011: ritirato

### Competizioni mondiali
- Campionati del mondo

Zolder 2002 - Cronometro Juniors: 66º
Stoccarda 2007 - In linea Under-23: 58º
Stoccarda 2007 - Cronometro Under-23: 25º
Melbourne 2010 - In linea: ritirato
Copenaghen 2011 - Cronometro Elite: 40º
Copenaghen 2011 - In linea Elite: 87º